# Sezzadio
Sezzadio, (Tsé en piemontès) és un municipi situat al territori de la província d'Alessandria, a la regió del Piemont (Itàlia).
Limita amb els municipis de Carpeneto, Cassine, Castelnuovo Bormida, Castelspina, Gamalero, Montaldo Bormida, Predosa i Rivalta Bormida.
Pertany al municipi la frazione de Boschi.

## Galeria fotogràfica

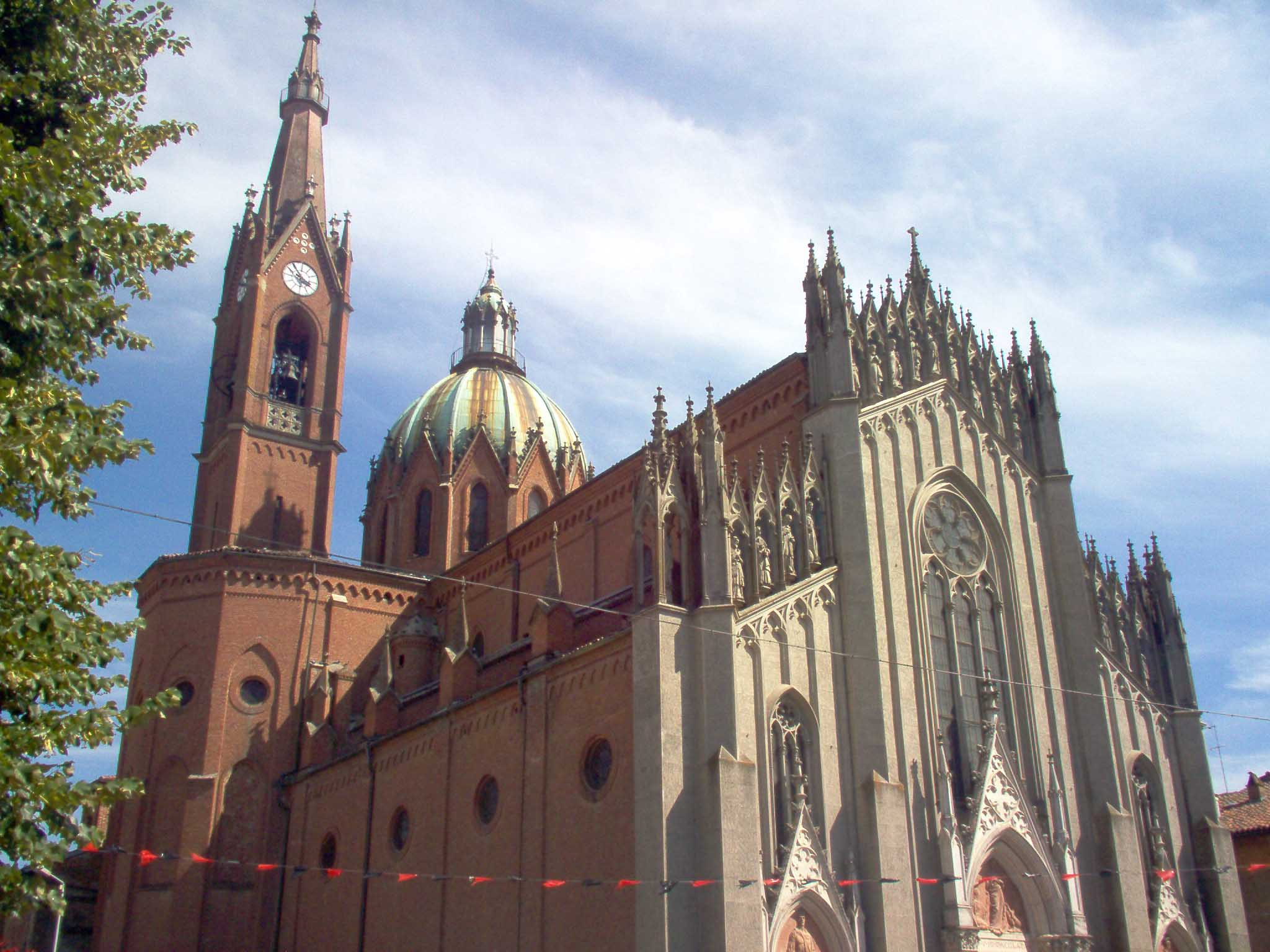
Església parroquial
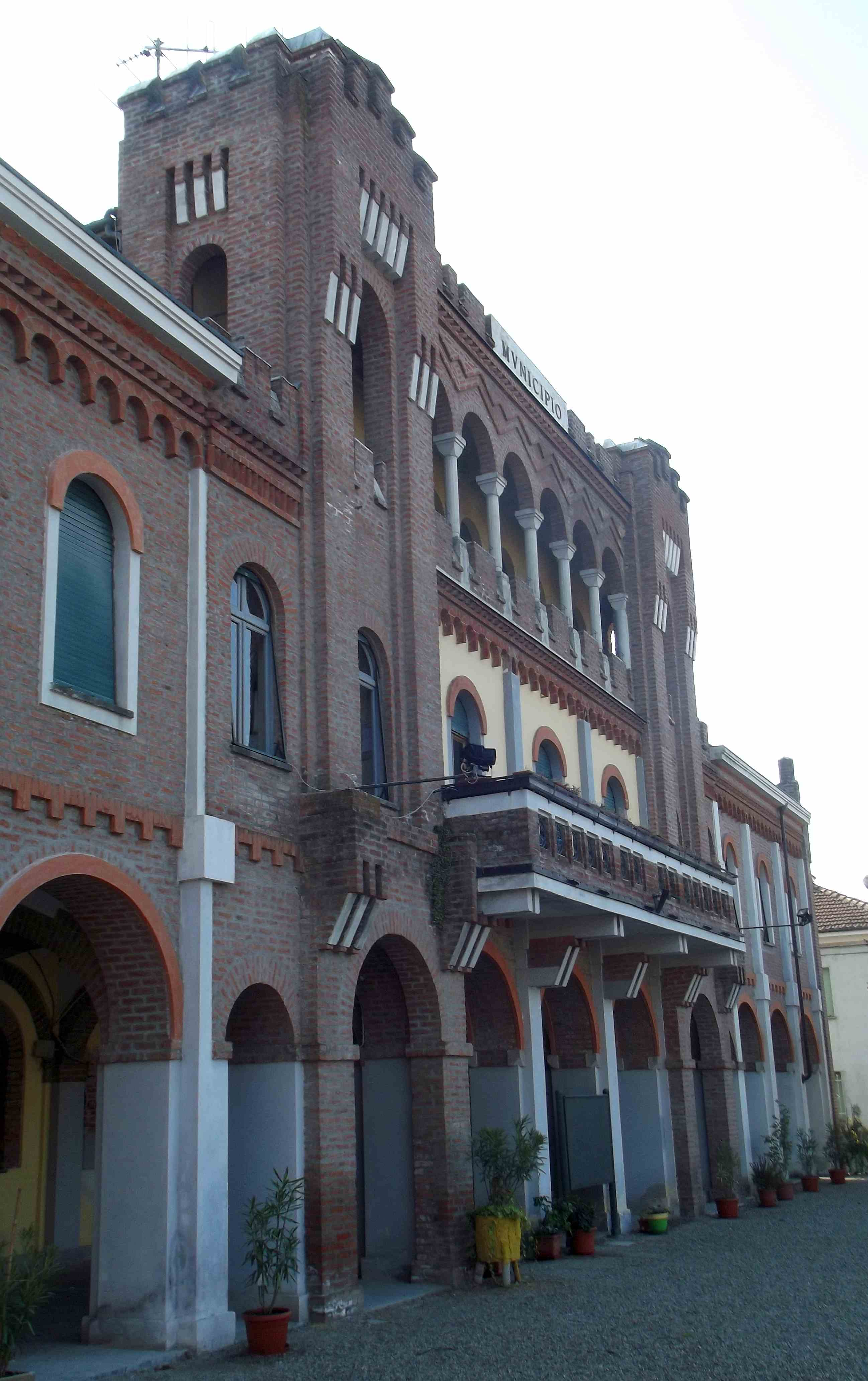
Ajuntament